# 平川雅敏
平川 雅敏（ひらかわ まさとし、1960年3月3日 - ）は、熊本県出身の元プロ野球選手（内野手）。

## 来歴・人物
九州学院高から八幡大学に進み4年秋にベストナイン、1981年オフにドラフト外で広島東洋カープに入団。高校の1学年後輩に右田一彦がいた。
一軍公式戦に出場の無いまま、1983年限りで現役を引退。

## 詳細情報

### 年度別打撃成績
- 一軍公式戦出場なし

### 背番号
- 55 （1982年 - 1983年）